# Parcul Național Purnululu
Parcul Național Purnululu este o arie protejată de interes național ce corespunde categoriei a II-a IUCN (parc național) situată în partea vestică a Australiei. Parcul a fost înființat în anul 1987 iar din 2003 este inclus în patrimoniul mondial al UNESCO.  
Un labirint de formațiuni înalte din vestul Australiei formează unii dintre cei mai fragili munți din lume. Situat în vasta regiune Kimberly - presărată de rare așezări umane masivul acoperă o suprafață de 450 km². În cea mai mare parte a anului căldura este intensă aici, cu temperaturi de pâna la 40ºC la umbră. În lungul anotimp uscat nu plouă deloc, iar râurile se transformă într-un șirag firav de bălți mici. Apoi, în anotimpul ploios (noiembrie- martie), totul înverzește. Apa se revarsă în cascade din lacuri, iar cicloanele din Oceanul Indian aduc atâta ploaie, încât câmpia se inundă, iar drumurile spre Bungle Bungle devin impracticabile.

## Gresie erodată
Povestea masivului începe cu 400 de milioane de ani în urmă, când în regiune s-au format uriașe depozite de sedimente desprinse din foștii munți aflați pe atunci la nord. Mai târziu, râurile au săpat canale și albii în roca moale; cu timpul, acestea s-au adâncit, s-au unit între ele, iar apa și vântul le-au sculptat, lăsând în urmă culmile de gresie de astăzi. Majoritatea formațiunilor se află în zonele de est și sud ale masivului. Pe laturile de nord și vest, zidurile abrupte de piatră se înalță până la 250 m, despicate de canioane fascinante. Cheile și ravenele sunt căptușite cu plante rezistente precum iarba-porcului-spinos (spinifex, cu frunze aciculare), acacia și palmierii-evantai, care cresc în crevase și formeaza extraordinare grădini suspendate.
Dungile viu colorate din rocă au apărut ca urmare a eroziunii. Când este recent dezgropată, gresia are o nuanță alburie, dar apa curgătoare depune treptat un strat de cuarț și argilă, în continuă formare și sfărâmare. Urmele de fier conferă pietrei o nuanță cărămizie, iar cenușiul și maroul provin de la lichenii și algele acumulate în timp și arse de soare. Gresia este o rocă relativ moale, pe care eroziunea o transformă într-un praf fin ca pudra de talc.
Alexander Forrest, un topometru din Perth, a condus primul grup de europeni care au zărit acest labirint de piatră în 1879. Nimeni nu știe de ce munții au fost numiți în anii 1930 „Bungle Bungle”. Aborigenii îi numesc Purnululu (adică „gresie”). Aceștia trăiesc aici de peste 24.000 de ani, iar masivul este una dintre regiunile lor sacre. Astăzi, aborigenii participă la administrarea întregii regiuni, declarate în 1987 drept parc național, încercând să prevină eroziunea provocată de turiști. Câteva iazuri umbrite de steiuri supraviețuiesc pe tot parcursul anului, constituind adăpătoare naturale pentru cangurii pitici și pentru quolls (feline australiene). La fel de ciudate precum culmile sunt termitierele ce se ridică uneori pâna la 5,5 m înălțime.